# جامعة هامبولت
جامعة ولاية هومبولت (بالإنجليزية: Humboldt State University)‏،  هي جامعة عامة في مَدِينَة أركاتا بولاية كاليفورنيا، وهي الحرم الشمالي لنِظَام جامعة ولاية كاليفورنيا (CSU) الَّذِي يُضمُّ 23 مدرسة، يقع حرم الجَامِعَة الرَئِيسيّ بجانب التل على حافة غابة من الخشب الأحمَر الساحلي، ويطل على مناظر تطل على أركاتا وجزء كَبِير من خليج هومبولت، وَالمُحِيط الهَادِئ، تَقعُ المدينة الجامعيَّة على الساحل الشمالي لولاية كاليفورنيا على بَعد 8 ميل (13 كـم) شَمَال يوريكا، و279 ميل (449 كـم) شَمَال سان فرانسيسكو، و654 ميلاً (1052.51 كم).
تنقسم الجَامِعَة إلى ثلاث كليات «كلية الآداب والعلوم الإنسانيَّة والاجتماعية» و«كلية الموارد الطَّبيعية والعلوم»، و«كلية الدراسات المهنية». وتقدَّم 48 دَرَجَة بكالوريوس، و12 دَرَجَة ماجستير مختلفة.
تمتلك الجَامِعَة العديد من المرافق خارج الحرم الجامعي ومنها مَركَز أبحاث الأحياء البحريَّة،  ومرفق رِعايَة الحَيَاة البرية،  ومتحف عام للتاريخ الطَّبيعِيّ،  ومعرض فني عام،  ومرفق لِلأَلعَاب المائيَّة بجانب الخَلِيج،  ومرصد فلكي على قِمَّة الجبل،  وسفينة للبحوث البحريَّة وتعليم المُحيطات (بحر المرجان)،  وغابة توضيحية (غابة مجتمع أركاتا).

## التاريخ

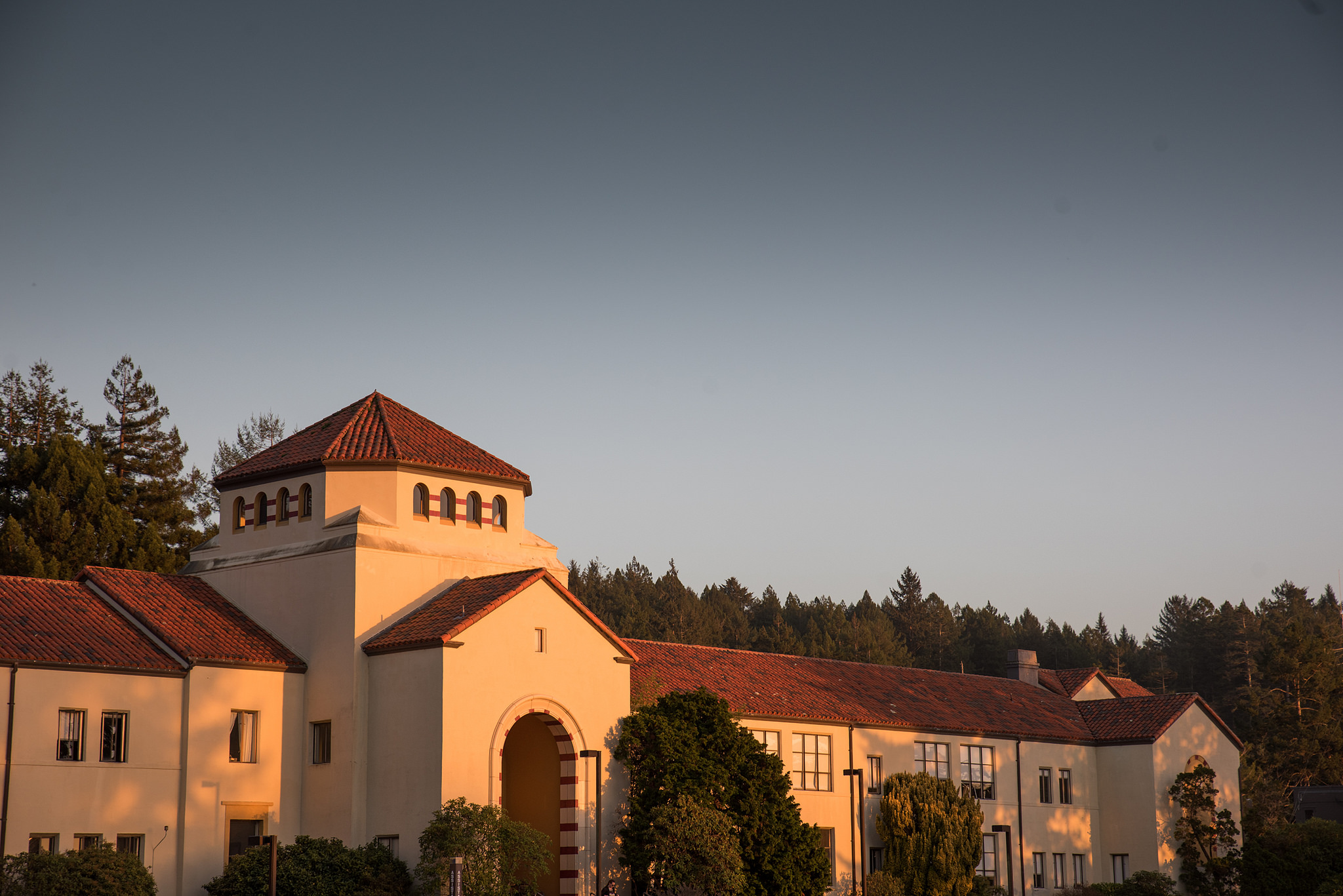
قاعة المؤسسين

تأسّست مدرسة ولاية هامبولت العادية في 16 يونيو 1913، وأفتتحها حاكم كاليفورنيا حيرام جونسون،  وقد سُميت على اسم العَالَم الألماني الشهير ألكسندر فون هومبولت، وتنافست كلّ من أركاتا، ويوريكا، وفورتونا،  لاستضافة مَقَر المدرسة، وفازت أركاتا بِهَا عَندَمَا تبرع «ويليام بريستون» وشركة يونيون ووتر بمساحة تَبلُغ 55 فدانًا،  وَكَان اِفتِتاحها في 6 أبريل 1914 في مَبنى «مدرسة أركاتا جرامر» السَّابِق، وتخرجت أول دفعة من المدرسة في 26 مايو 1915 مكونة من 15 طالبة.
أصبَحَت المدرسة تَابِعَة لإدارة التَّعليم في كاليفورنيا، وأُعيد تسميتها إلى «كلية هامبولت للمدرسين»، وانتقلت إلى موقعها الحاليّ في عام 1921، وَفِي عام 1924 نُشرت أول صحيفة طلابية في الجَامِعَة، وبدأت في تَقديم درجات البكالوريوس في 1927، وَفِي 1935 غُير اسمها إلى «كلية ولاية هومبولت»، وَفِي عام 1937 اِفتَتَح الطلاب مكتبة تعاونية ونافورة مياه غازية ظلت طوال الأربعين عامًا القادمة مركزًا للحياة الطلابية.
خِلال الحرب العالمية الثانية اقترح مَجلِس الدِفَاع عَن مَدِينَة أركاتا تمويه قاعة المؤسِس، والَّتِي يُمكِن رُؤيَتَهَا من المحيط الهادئ، بحيث لَا تكون هدفًا للغواصات اليابانيّة، وقدم المَجلِس طلبه في عام 1942، وَلَم يُنفذ حتَّى عام 1944، وظل المبنى مموهًا باللون الأخضر حتَّى عام 1948.
بَدَأت الجَامِعَة في تَقديم بَرامِج الدراسات العليا في 1947، واستمرت في التوسع وبدأت في قبول الطلاب القادمين من الخارج مِثل يوغوسلافيا، وألمانيا، والشَّرق الأدنى، ومن الأراضي الأمريكيَّة مِثل ساموا، وغوام، وهاواي. وَفِي عام 1960 انضمت الكليَّة إلى «نِظَام كلية ولاية كاليفورنيا» الَّذِي شُكلّ حديثًا.
شهد النشاط الطلابي في الحرم الجامعي خِلال الستينيّات وأوائل السبعينات نشاطًا ملحوظًا، وبلغ ذروته عَندَمَا شَارَك نَحو 800 طالب (من أصل 3600) في مظاهرات احتجاجية ضدَّ حرب فيتنام في 15 أكتوبر 1969، وتبعه احتجاج آخر شَارَك فِيه نَحو 3000 طالب بَعد التوغل الكمبودي، وشهدت السبعينات ظهور المَجموعات النسوية وَالثَّقافِيَّة والمِثليِين،  وَفِي الوَقت الحاليّ، يستضيف الحرم الجامعي مَجمُوعَة الطلاب المتحدون ضدَّ المصانع المستغلة لِلعُمَّال والَّتِي تنشط للضغط من أَجَل المُنتجات وَالخِدمات الأخلاقيَّة في الحرم الجامعي.
أَسّس «ديفيد فيليبس» «مهرجان هامبولت السينمائيّ» في عام 1967، ويُعد من أقدم المهرجانات الَّتِي يديرها الطلاب فِي العَالم،  وَفِي 1996 بَدَأت تقام ورشة عَمَل «استكشافات الرقص الأفريقيّ الكوبي والطبل» في الحرم الجامعي في شهر يوليو من كلّ عام، وتُعد أكبر تجمع لأساتذة الفولكلور الأفرو-كوبيين في الوَلاَيات المتَّحدة، وتجتذب الطلاب من جَمِيع أنحاء البلاد ومن حول العَالَم، وَفِي عام 1972 تم تغيير اسم الكليَّة إلى «جامعة ولاية كاليفورنيا، هومبولت»، وَفِي 1974 تم تبسيط اسمها إلى «جامعة ولاية هومبولت»،  وَفِي 1974 بلغَ عدد المُلتحقين بالجَامِعَة 7500 طالب، وَلَا تزال الجَامِعَة تُعد من أصغر الجامعات في «نِظَام كلية ولاية كاليفورنيا».

## إحصائيات
| * التركيبة السكانية للطلاب    | 2020 | 2018  |
| ----------------------------- | ---- | ----- |
| من أصل اسباني / لاتيني أمريكي | 33%  |       |
| أمريكي مكسيكي / شيكانو        |      | 26.0% |
| أمريكي لاتيني آخر             |      | 8.1%  |
| أمريكي أبيض                   | 45%  | 43.2% |
| الأمريكية آسيوية              | 3%   | 2.3%  |
| فلبيني أمريكي                 |      | 0.5%  |
| من جزر المحيط الهادئ          | 0%   | 0.3%  |
| أمريكيون أفارقة               | 3%   | 3.5%  |
| أمريكي أصلي / هندي أمريكي     | 1%   | 1.2%  |
| الأمريكيون متعدد الأعراق      | 6%   | 6.5%  |
| أجنبي غير مقيم                | 1%   | 1.5%  |
| مجهول                         | 6%   | 6.8%  |
| سيدات                         | 59%  |       |
| رجال                          | 41%  |       |

- متوسط المعدل التراكمي في المدرسة الثانوية: 3.2 (خريف 2015) [29]
- متوسط 50% في اختبار SAT:  440-560 القراءة، 430-550 الرياضيات (في خريف 2013) [29]
- ACT المركب الأوسط 50%: 18–24 (خريف 2013) [29]
- متوسط حجم الفصل الجامعى: 25 [25]
- متوسط حجم فصل الخريجين: 8 [25]
- نسبة الطلاب إلى أعضاء هيئة التدريس: 21.1

### التركيبة السكانية للطلاب
اعتبارًا من خريف 2018، تمتلك ولاية هومبولت أكبر نسبة تسجيل للأمريكيين الأصليين وثالث أكبر نسبة تسجيل للأفراد متعددي الأعراق في نظام ولاية كاليفورنيا.
- عدد الطلاب المسجلين: 7774
- الجنس: 
  - 57.0% إناث
  - 43.0% ذكور
- متوسط العمر 22

## التصنيف

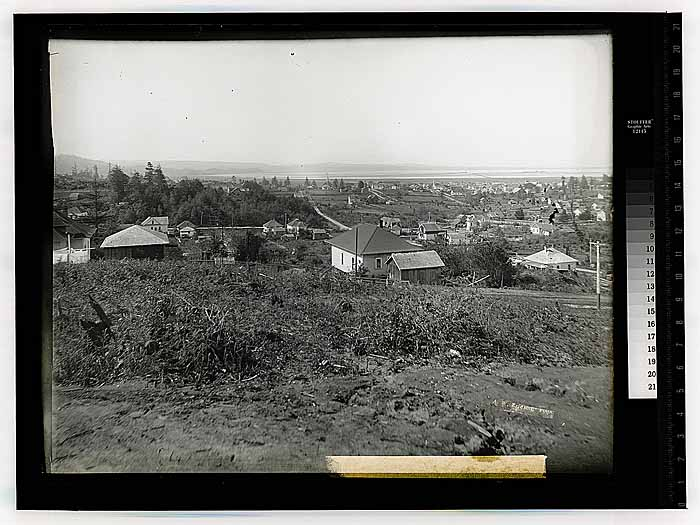
منظر من أعلى نقطة في حرم جامعة ولاية هومبولت في 1915

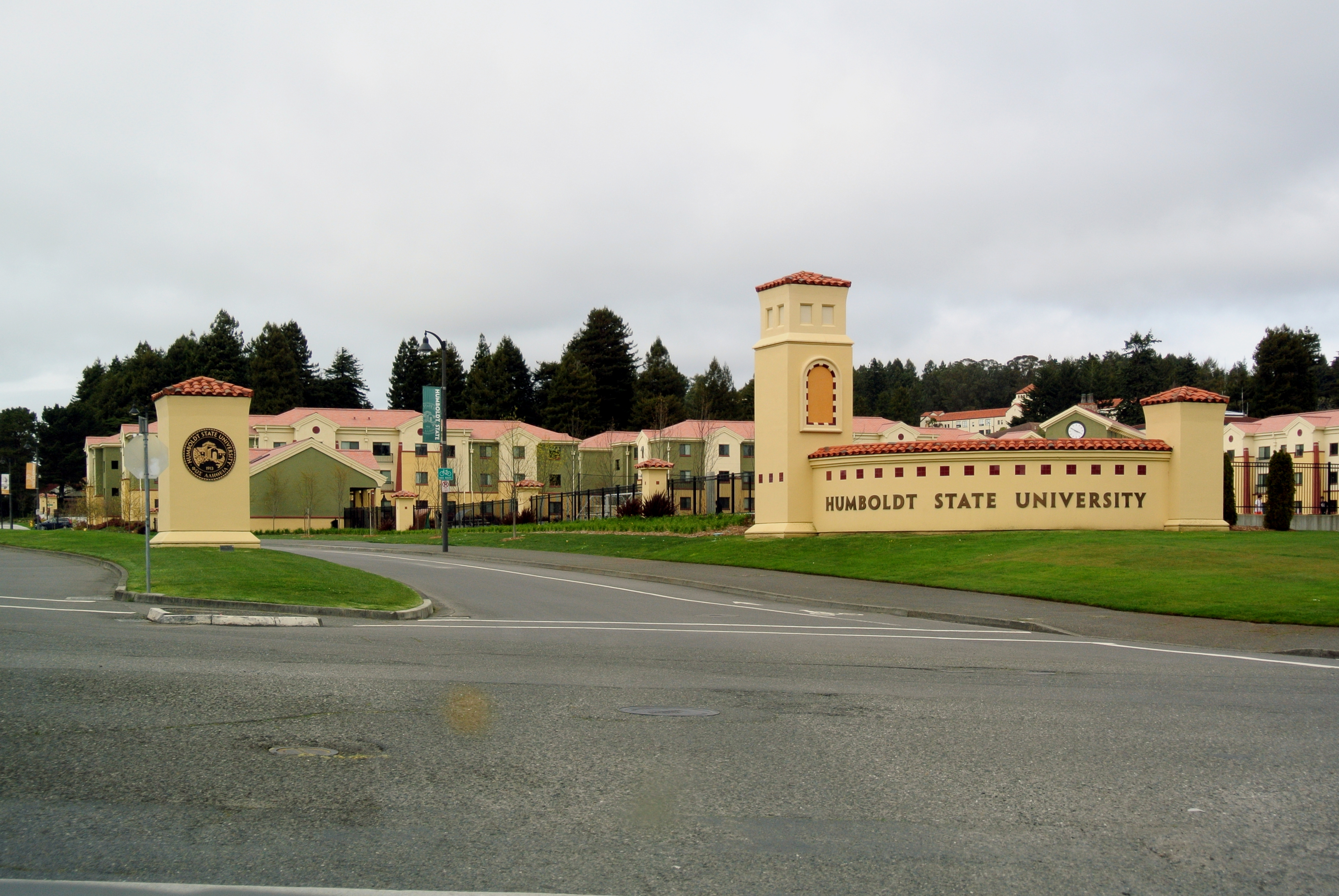
مدخل حرم الجامعة الأساسي في إل كيه وود بوليفارد

صَنَّفت مجلّة يو إس نيوز آند وورد ريبورت جامعة هامبولت في المرتبة 37 من أصل 127 جامعة في فئة الجامعات الإقليميَّة (الغربية) لعام 2021، وَفِي المرتبة 17 كأفضل جامعة عامة، والمرتبة 22 من أفضَل الجامعات للمُحاربين القدامى، والمرتبة 33 للأفضل قِيمَة، وَفِي المرتبة 34 في الحراك الاجتماعيّ.
- تصنيف الجامعات:
  - وطني : فوربيس (623).[31]
  - إقليمي: يو إس نيوز (30).[32]
  - درجة الماجستير: واشنطن الشهرية (59).[33]

- أفضل تصنيفات الكليات الإقليمية الغربية 2022: [34]
  - أفضل جامعة عامة (12).
  - أفضل كلية للمحاربون القدامى (14).
  - أفضل أداء في الحراك الاجتماعي (29).
  - أفضل برنامج جامعي للهندسة (75 في المدارس التي لا تقدم فيها الدكتوراه).
- تصنيفات كليات الدراسات العليا لعام 2022: [35]
  - الخدمة الاجتماعية (137).

## مشاهير

### خريجون
- تايلور بوغز، لاعب كُرَة قَدَم أمريكيّ محترف سابق.[36]
- ميليسا برادن، نحاتة وفنانة خزفية.[37]
- دين إل. بريسياني، رَئِيس جامعة ولاية نورث داكوتا.[38]
- إيلي كاشيت، مدير تنفيذي في مَجَال التِكنولوجيا وناشط ومؤلف أمريكي، وَهُو أول حاصل على جائزة الخريجين المتميزين الجدد من المدرسة.[39]
- أليكس كابا، لاعب محترف في كُرَة القدم الأمريكيَّة لفريق تامبا باي بوكانيرز.[40]
- ريموند كارفر، شاعر ومؤلف قصص قصيرة [41]
- مارك كونفر، الفائز في سباقات ماراثون الأولمبية لعام 1988.[42]
- مايكل كروك، الرَّئِيس التَّنفِيذِي السَّابِق لِشَرِكَة باتاجونيا.[43]
- دان كاري، الحائز على جائزة إيمي للعمل في ستار تريك.[44]
- كريس ديكسون، لاعب كُرَة قَدَم أمريكيّ محترف سابق ومدرب داخلي.[45]
- تريفور دان، عازف قيثارة.[46]
- جاك فيمبل، المالك السَّابِق لفريق لوس أنجلوس دودجرز.[47]
- كينيث فيشر، ملياردير ومدير تنفيذي لِشَرِكَة فيشر للاستثمارات، وكاتب عمود مُنذ فَترَة طويلة في مجلّة فوربس.[48]
- هاريل فليتشير، فنان.[49]
- ديفيد جيلباوم، رجل أَعمَال ومستثمر في التِكنولوجيا الخضراء وفاعل خَير بيئي.[50]
- ديف هاربر، لاعب وَسَط سابق في الدوري الوطني لكرة القدم الأمريكية.[51]
- وينديل هايز، لاعب كُرَة قَدَم في الدوري الوطني لكرة القدم الأمريكية.[52]
- داني هيريرا، رافع أثقال سابق.[53]
- ستيفن هيلنبرغ، مبتكر سبونج بوب سكوير بانتس لنيكلوديون.[54]
- جون كيفماير، عازف درامز السَّابِق في فرقة غرين دي.[55]
- جيفري دي ليفين، سفير الوَلاَيات المتَّحدة السَّابِق لَدَى إستونيا.[56]
- كلينتون مكينون، موسيقيّ.[57]
- مايكل مور، عضو في تجمع المؤلّفين الفوريين.[58]
- مايك باتون، موسيقيّ.
- ستيف سيلفا، عالم نبات وأستاذ فخري بجامعة مين.[59]
- مونرو سباجت، كيميائي أبحاث، ورئيس ورئيس مَجلِس إِدَارَة شركة شل للنفط.[60]
- مارلا سبيفاك، عالمة حشرات وأستاذة في جامعة مينيسوتا.[61]
- تري سبروانس، موسيقيّ.[62]
- جوش سوغس، مدافع في نادي كولورادو سبرينغس.[63]
- ميكا ترو، متسابق تراماراثون.[64]
- مارتن وونغ، رسام وخزفي أمريكي.[65]

### أعضاء هيئة التدريس
- دُون جريجوريو أنطون، فنان ومعلم (أستاذ فخري).
- مارسي بورستينر، صحفي.
- جيم دودغ، روائي وشاعر.
- ستيفن فوكس مؤرخ ومؤلف ومعلم (عضو فخري).
- «روبرت أيه جيرهارت» مهندس بيئي (عضو فخري).[66]
- فيكتور جولا عالم لغوي (عضو فخري).
- ستيفن سي هاكيت، خبير اقتصادي.[66]
- إريك روفيس، ناشط مثلي الجِنس، ونسوي، ومعلم، ومؤلف.
- ستيفن سي سيليت، عالم نبات.[66]

## وصلات خارجية
- الموقع الرسمي